# FC Ebedei
FC Ebedei is een Nigeriaanse voetbalclub. De club verhuisde in 2001 van Lagos naar Ijebu Ode. FC Ebedei club heeft een samenwerkingsverband met de Deense eersteklasser FC Midtjylland. De club is in handen en wordt getraind door Churchill Oliseh, de broer van ex-profvoetballers Sunday, Azubuike en Egutu Oliseh.

## Bekende ex-spelers
- Oluwafemi Ajilore
- Obafemi Martins
- Paul Onuachu
- Stephen Sunday